# Carlos Viriato de Saboya
Carlos Viriato de Saboya (Fortaleza, 23 de dezembro de 1910 - Rio de Janeiro, 22 de abril de 1983) foi um político e senador brasileiro, pelo estado do Ceará.

## Biografia
Era filho de Antônio Carlos Viriato de Sabóia e de Maria Luísa Barbosa de Sabóia. Fez seus estudos secundários no Colégio Castelo Branco e no Colégio Cearense do Sagrado Coração, de Fortaleza. Bacharelou-se pela Faculdade Nacional de Medicina, no Rio de Janeiro, em 1936.

## Vida pública
Foi diretor do Departamento Nacional de Imigração.
No pleito de janeiro de 1947, foi eleito suplente do senador pelo Ceará Olavo de Oliveira, na legenda do Partido Social Progressista (PSP). Exerceu o mandato de abril a dezembro de 1947, de novembro a dezembro de 1948, de agosto a outubro de 1949, de junho de 1951 a fevereiro de 1952 e de março a dezembro de 1953, quando deixou o Senado Federal. De janeiro a setembro de 1954, foi diretor de operações do Banco do Nordeste do Brasil.
Reelegeu-se suplente do senador, pelo Ceará, Fernandes Távora em outubro de 1954, na legenda da coligação entre o Partido Republicano (PR), o Partido Trabalhista Brasileiro (PTB) e a União Democrática Nacional (UDN). Exerceu o mandato de fevereiro a março de 1956, de junho a setembro de 1957, de março a abril de 1960 e em julho de 1962.
Era casado com Íris da Costa Sabóia, com quem teve quatro filhos.
Escreveu Fatores de fixação do homem ao solo (tese de doutoramento).